# Крисчън Хорнър
Крисчън Хорнър (на английски: Christian Horner) е британски автомобилен пилот и шеф на тима „Ред Бул“ от „Формула 1“.

## Биография
Роден е в Роял Лемингтън Спа, Великобритания на 16 ноември 1973 г. Син на бивш пилот, той самият дълго и сравнитено сполучливо се състезава - от картинг до „Формула 3000“.
През 1997 г. става шеф на отбора си във „Формула 3000“ и сключва договор с „Лукойл“, като вкарва и руски състезател. Преди да закрият „Формула 3000“ през 2004 година, тимът му „Арден“ е много добър. Хорнър започва да търси партньори, за да купи продавания от „Форд“ отбор на „Ягуар“ във „Формула 1“, но сделката не се състои. 60-годишният собственик на „Ред Бул“ Дитрих Матешиц, който вместо да купува „Ягуар“, все пак се доверява на съвета на Бърни Екълстън и наема Хорнър на работа.
Резултатите не закъсняват – през 2005 г. „Ред Бул“ е може би най-проспериращият отбор. 33-годишният му шеф става най-младия член на престижния клуб на силите във „Формула 1“. В края на 2012 г. „Ред Бул“ е вече 3 поредни години шампион при конструкторите, както и при пилотите.